# Judo vid olympiska sommarspelen 2008

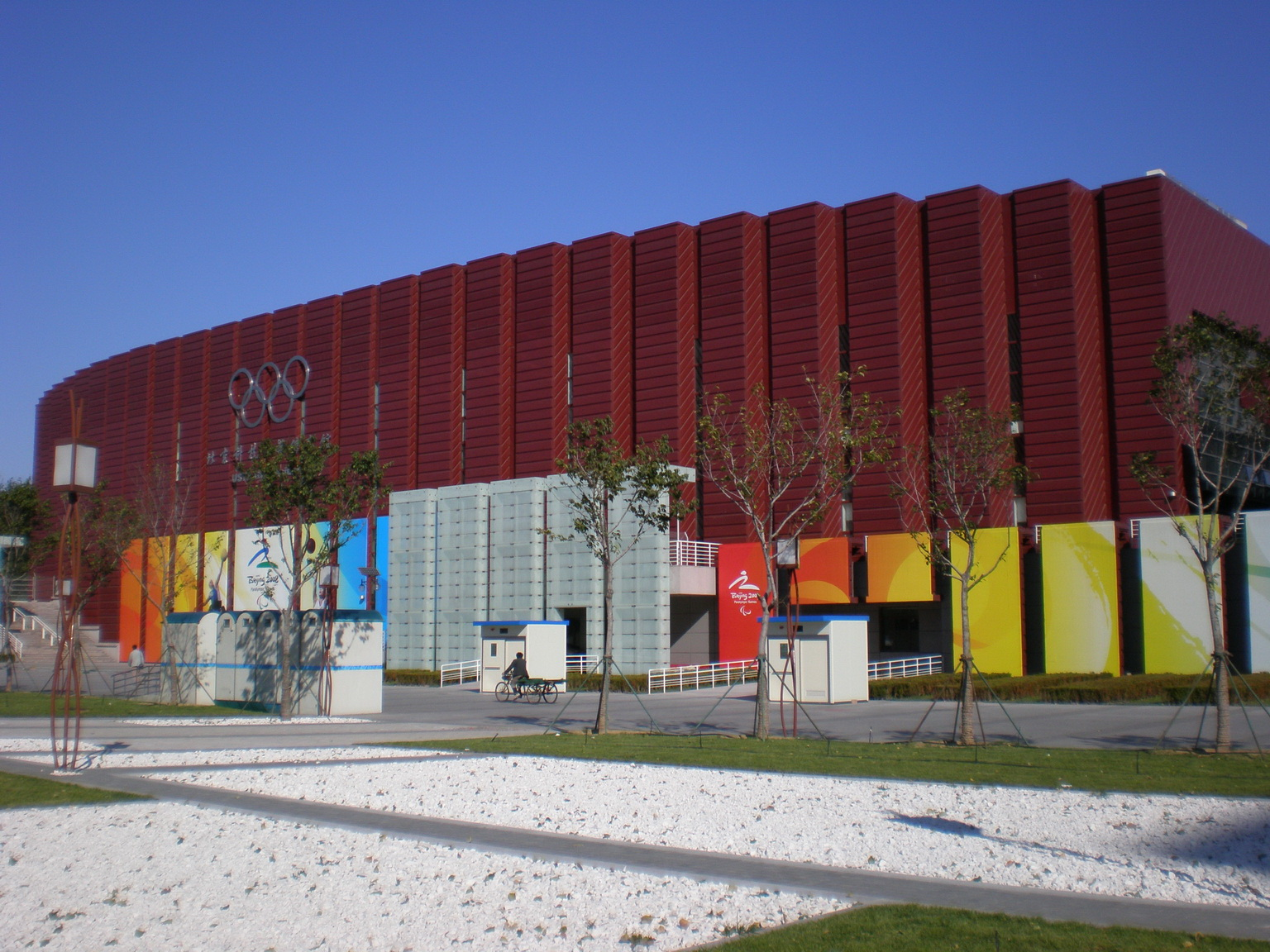
USTB Gymnasium

Vid de olympiska sommarspelen 2008 fanns 14 tävlingar i judo.

## Medaljsummering

### Medaljtabell
| Pl.    | Nation        | Guld | Silver | Brons | Totalt |
| ------ | ------------- | ---- | ------ | ----- | ------ |
| 1      | Japan         | 4    | 1      | 2     | 7      |
| 2      | Kina          | 3    | 0      | 1     | 4      |
| 3      | Sydkorea      | 1    | 2      | 1     | 4      |
| 4      | Azerbajdzjan  | 1    | 0      | 1     | 2      |
| 5      | Georgien      | 1    | 0      | 0     | 1      |
| 5      | Tyskland      | 1    | 0      | 0     | 1      |
| 5      | Italien       | 1    | 0      | 0     | 1      |
| 5      | Mongoliet     | 1    | 0      | 0     | 1      |
| 5      | Rumänien      | 1    | 0      | 0     | 1      |
| 10     | Kuba          | 0    | 3      | 3     | 6      |
| 11     | Frankrike     | 0    | 2      | 2     | 4      |
| 12     | Nederländerna | 0    | 1      | 4     | 5      |
| 13     | Nordkorea     | 0    | 1      | 2     | 3      |
| 14     | Algeriet      | 0    | 1      | 1     | 2      |
| 14     | Uzbekistan    | 0    | 1      | 1     | 2      |
| 16     | Österrike     | 0    | 1      | 0     | 1      |
| 16     | Kazakstan     | 0    | 1      | 0     | 1      |
| 18     | Brasilien     | 0    | 0      | 3     | 3      |
| 19     | Argentina     | 0    | 0      | 1     | 1      |
| 19     | Egypten       | 0    | 0      | 1     | 1      |
| 19     | Slovenien     | 0    | 0      | 1     | 1      |
| 19     | Schweiz       | 0    | 0      | 1     | 1      |
| 19     | Tadzjikistan  | 0    | 0      | 1     | 1      |
| 19     | Ukraina       | 0    | 0      | 1     | 1      |
| 19     | USA           | 0    | 0      | 1     | 1      |
| Totalt | Totalt        | 14   | 14     | 28    | 56     |

### Herrar
| Event                               | Guld                              | Silver                       | Brons                         |
| Extra lättvikt (60 kg) Detaljer...  | Choi Min-Ho Sydkorea              | Ludwig Paischer Österrike    | Risjod Sobirov Uzbekistan     |
| Extra lättvikt (60 kg) Detaljer...  | Choi Min-Ho Sydkorea              | Ludwig Paischer Österrike    | Ruben Houkes Nederländerna    |
| Halv lättvikt (66 kg) Detaljer...   | Masato Uchishiba Japan            | Benjamin Darbelet Frankrike  | Yordanis Arencibia Kuba       |
| Halv lättvikt (66 kg) Detaljer...   | Masato Uchishiba Japan            | Benjamin Darbelet Frankrike  | Pak Chol-Min Nordkorea        |
| Lättvikt (73 kg) Detaljer...        | Elnur Məmmədli Azerbajdzjan       | Wang Ki-Chun Sydkorea        | Rasul Boqijev Tadzjikistan    |
| Lättvikt (73 kg) Detaljer...        | Elnur Məmmədli Azerbajdzjan       | Wang Ki-Chun Sydkorea        | Leandro Guilheiro Brasilien   |
| Halv mellanvikt (81 kg) Detaljer... | Ole Bischof Tyskland              | Kim Jae-bum Sydkorea         | Tiago Camilo Brasilien        |
| Halv mellanvikt (81 kg) Detaljer... | Ole Bischof Tyskland              | Kim Jae-bum Sydkorea         | Roman Gontiuk Ukraina         |
| Mellanvikt (90 kg) Detaljer...      | Irakli Tsirekidze Georgien        | Amar Benikhlef Algeriet      | Hesham Mesbah Egypten         |
| Mellanvikt (90 kg) Detaljer...      | Irakli Tsirekidze Georgien        | Amar Benikhlef Algeriet      | Sergei Aschwanden Schweiz     |
| Halv tungvikt (100 kg) Detaljer...  | Najdangijn Tüvsjinbajar Mongoliet | Asqat Zjitkejev Kazakstan    | Mövlud Miräliyev Azerbajdzjan |
| Halv tungvikt (100 kg) Detaljer...  | Najdangijn Tüvsjinbajar Mongoliet | Asqat Zjitkejev Kazakstan    | Henk Grol Nederländerna       |
| Tungvikt (+100 kg) Detaljer...      | Satoshi Ishii Japan               | Abdullo Tangriyev Uzbekistan | Teddy Riner Frankrike         |
| Tungvikt (+100 kg) Detaljer...      | Satoshi Ishii Japan               | Abdullo Tangriyev Uzbekistan | Óscar Brayson Kuba            |

### Damer
| Event                               | Guld                             | Silver                            | Brons                                |
| Extra lättvikt (48 kg) Detaljer...  | Alina Alexandra Dumitru Rumänien | Yanet Bermoy Kuba                 | Paula Pareto Argentina               |
| Extra lättvikt (48 kg) Detaljer...  | Alina Alexandra Dumitru Rumänien | Yanet Bermoy Kuba                 | Ryoko Tani Japan                     |
| Halv lättvikt (52 kg) Detaljer...   | Xian Dongmei Kina                | An Kum-Ae Nordkorea               | Soraya Haddad Algeriet               |
| Halv lättvikt (52 kg) Detaljer...   | Xian Dongmei Kina                | An Kum-Ae Nordkorea               | Misato Nakamura Japan                |
| Lättvikt (57 kg) Detaljer...        | Giulia Quintavalle Italien       | Deborah Gravenstijn Nederländerna | Xu Yan Kina                          |
| Lättvikt (57 kg) Detaljer...        | Giulia Quintavalle Italien       | Deborah Gravenstijn Nederländerna | Ketleyn Quadros Brasilien            |
| Halv mellanvikt (63 kg) Detaljer... | Ayumi Tanimoto Japan             | Lucie Décosse Frankrike           | Elisabeth Willeboordse Nederländerna |
| Halv mellanvikt (63 kg) Detaljer... | Ayumi Tanimoto Japan             | Lucie Décosse Frankrike           | Won Ok-Im Nordkorea                  |
| Mellanvikt (70 kg) Detaljer...      | Masae Ueno Japan                 | Anaysi Hernández Kuba             | Ronda Rousey USA                     |
| Mellanvikt (70 kg) Detaljer...      | Masae Ueno Japan                 | Anaysi Hernández Kuba             | Edith Bosch Nederländerna            |
| Halv tungvikt (78 kg) Detaljer...   | Yang Xiuli Kina                  | Yalennis Castillo Kuba            | Jeong Gyeong-Mi Sydkorea             |
| Halv tungvikt (78 kg) Detaljer...   | Yang Xiuli Kina                  | Yalennis Castillo Kuba            | Stéphanie Possamaï Frankrike         |
| Tungvikt (+78 kg) Detaljer...       | Tong Wen Kina                    | Maki Tsukada Japan                | Idalys Ortiz Kuba                    |
| Tungvikt (+78 kg) Detaljer...       | Tong Wen Kina                    | Maki Tsukada Japan                | Lucija Polavder Slovenien            |